# Louis Gilrod
Louis Gilrod (né le 10 septembre 1879 en Ukraine, mort le  12 mars 1930) est un parolier, acteur et compositeur yiddish des années 1920, qui composa surtout pour Aaron Lebedov (Lebedef) en association avec Peretz Sandler. Il enregistra quelques pièces comiques avec son associé Gus Goldstein.